# Vadym Meller
Vadym Heorhijovyč Meller (in ucraino Вадим Георгійович Меллер?, in russo Вадим Георгиевич Меллер?, Vadim Georgievič Meller; San Pietroburgo, 26 aprile 1884 – Kiev, 4 maggio 1962) è stato un pittore e scenografo ucraino sovietico.

## Biografia
Laureto in legge all'Università di Kiev, studiò alla scuola d'arte della medesima città e all'Accademia delle belle arti di Monaco di Baviera. Fece parte della Société des artistes indépendants di Parigi e nel 1917, tornato in patria, si dedicò alla pittura a cavalletto e al disegno grafico e di costumi. Nel 1920 fu assunto al Primo teatro della RSS Ucraina Taras Ševčenko in qualità di designer teatrale, distinguendosi ben presto come uno dei principali esponenti del costruttivismo modernista ucraino.
Al Teatro Berezil' si occupò delle scenografie di Gas I di Georg Kaiser, Jimmie Higgins di Upton Sinclair, Macbeth di William Shakespeare, Tripes d’or di Fernand Crommelynck, Myna Mazailo di Mykola Kuliš e Dyktatura di Ivan Mykytenko. Nel 1925 espose all'Esposizione internazionale di arti decorative e industriali moderne di Parigi e l'anno successivo partecipò all'International Theater Exposition a New York. Negli anni '30 abbandonò lo stile dell'avanguardia, prediligendo un'arte più conservativa e simile al realismo socialista. Illustrò l'edizione del 1939 di Bohdan Chmel'nyc'kyj di Oleksandr Kornijčuk.